# 1720 Niels
1720 Niels è un asteroide della fascia principale. Scoperto nel 1935, presenta un'orbita caratterizzata da un semiasse maggiore pari a 2,1892089 UA e da un'eccentricità di 0,1036579, inclinata di 0,72938° rispetto all'eclittica.
L'asteroide è dedicato al nipote dello scopritore.